# Клепич, Майя
Майя Клепич (босн. Maja Klepić; 23 мая 1988, Сараево, СФРЮ) — боснийская горнолыжница, участница Олимпийских игр 2010 года.

## Биография
Участница клуба Яхорина. На Олимпийских играх и в Ванкувере выступала в слаломе и гигантском слаломе.